# Wilhelm Dunker
Rudolf Wilhelm Dunker, född 21 februari 1809 i Eschwege, död 13 mars 1885 i Marburg, var en tysk geolog, mineralog och paleontolog.
Dunker studerade först gruvvetenskap i Göttingen, men blev 1837 lärare i mineralogi vid det nygrundade Polytechnikum i Kassel och övergick då till geologiska studier. År 1854 blev han professor i mineralogi och geologi i Marburg. Han utmärkte sig särskilt i studiet av fossila mollusker och författade även viktiga verk om bildandet av Nordtysklands oolit- och wealdenlager. Tillsammans med Hermann von Meyer grundade han 1846 den ansedda tidskriften Palæontographica.